# Луїза Маргарет Данклі
Луїза Маргарет Данклі (28 травня 1866 — 10 березня 1927) — австралійська телеграфісткою та організаторка праці, яка успішно боролася за право жінок на отримання рівної винагороди за рівну роботу на державній службі Австралії.

## Молодість і освіта
Луїза Маргарет Данклі народилася в Річмонді, Мельбурн, Австралія. Вона була донькою Вільяма Джеймса Данклі, імпортера черевиків, і Мері Енн Ріган, обидві з Лондона, Англія. Вона навчалася в католицьких школах для дівчат.

## Кар'єра
У 1882 році Луїза почала працювати в Департаменті генерального поштмейстера. Вона вивчала телеграфію, 11 червня 1887 року склала іспит на державну службу, а в 1888 році юнка стала оператором, працюючи в столичних поштових і телеграфних відділеннях Мельбурна. У 1890 році Луїза отримала кваліфікацію телеграфістки і була призначена на посаду Головного телеграфного управління. На початку 1890-х років, працюючи телеграфісткою, вона дізналася про нерівну оплату та умови праці операторок. Дізнавшись про спроби телеграфісток у Новому Південному Вельзі досягти рівності в оплаті праці та статусі, вона сформувала комітет для захисту подібних покращень у Поштово-телеграфному департаменті Вікторії. Хоча її зусилля призвели до підвищення зарплати для операторок, вони не досягли рівності з операторами-чоловіками, і в результаті суперечки її перевели у віддалене поштове відділення.
У 1900 році, щоб виступати за рівну оплату та умови праці, Данклі та інші операторки заснували Вікторіанську жіночу поштово-телеграфну асоціацію. Поштарку пані Вебб було обрано президенткою, а Данклі — віце-президенткою та прес-секретаркою (1900—1904). Вона була обрана делегаткою на конференцію телеграфістів у Сіднеї в жовтні 1900 року, і там представила свою аргументацію на користь рівності в нових умовах державної служби Співдружності.
Хоча на конференції дехто виступав проти неї, вона змогла заручитися підтримкою парламенту, і, як наслідок, положення про рівну оплату для телеграфісток і поштарок було включено до Закону про державну службу Співдружності 1902 року. Вікторіанська жіноча поштово-телеграфна асоціація продовжувала існувати в Австралійській поштово-телеграфній асоціації Співдружності, спочатку як державна асоціація, а потім як державна філія федерального органу до 1920 року.

## Особисте життя і визнання
23 грудня 1903 року Данклі вийшла заміж за Едварда Чарльза Крегена, в Оклі, Вікторія, секретаря асоціацій пошти та телеграфу Нового Південного Вельзу та Співдружності (1885—1904), і залишила службу пошти та телеграфу. 1904 року у подружжя народилася донька та 1906 року народження — син.
Луїза Маргарет Данклі Креген померла від раку, який не був ідентифікований, 10 березня 1927 року в Лонгвілі, Сідней, і була похована на кладовищі Північного передмістя. На її честь названий Вікторіанський федеральний електорат Данклі, як і Данклі-плейс у передмісті Канберри Спенс.

## Подальше читання
- Louisa Margaret Dunkley. The Australian Women's Register. Процитовано 4 березня 2011.
- Baker, J. S. Communicators and Their First Trade Unions (Sydney, 1980); Men, Machines, History: The History of the Early Telegraph and Post Office Associations of Australia (State Library of New South Wales).
- Stevens, Joyce. Women, Politics, and Equal Pay, The Hummer Vol. 2, No. 9 (Sydney, 1997); http://asslh.org.au/hummer/vol-2-no-9/women-politics/
- Frances, Raelene. Authentic Leaders: Women and Leadership in Australian Unions before World War II, Labour History, No. 104 (May 2013), pp. 9–30, Published by: Australian Society for the Study of Labour History, Inc. Stable URL: https://www.jstor.org/stable/10.5263/labourhistory.104.0009 Accessed: 17-12-2017 01:15 UTC